# 山本亨 (政治家)
山本 亨（やまもと とおる、1961年（昭和36年）9月25日 - ）は、日本の政治家。東京都墨田区長（3期）。元墨田区議会議員（2期）。

## 来歴
東京都墨田区向島生まれ。祖父も父親も東京都議会議員を務めた。
1974年　(昭和49年) 3月、青山学院初等部卒業。1980年　(昭和55年) 3月、青山学院中等部・高等部卒業。1984年（昭和59年）3月、青山学院大学経済学部経済学科卒業。同年4月、日産火災海上保険に就職。1988年（昭和63年）4月1日、父・山本賢太郎都議の秘書になる。賢太郎は2005年の都議選に出馬しなかったため、同年7月で秘書を退職。
2007年（平成19年）、墨田区議会議員選挙に自由民主党公認で立候補し、1位初当選。2011年（平成23年）も自民党公認で立候補し再選。
2015年（平成27年）4月26日に行われた墨田区長選挙に自民党の推薦を受けて立候補し、日本共産党推薦の元区議の西恭三郎ら2候補を破り初当選を果たした。4月27日、区長就任。
2019年（平成31年）日本共産党推薦の新人を破り再選。
2022年（令和4年）11月28日、翌年4月23日に行われる墨田区長選挙に3選に向けて出馬することを表明した。投開票の結果、日本共産党推薦の新人を破り3選。

## 区政・人物

### 関東大震災朝鮮人犠牲者追悼式典の対応
墨田区の都立横網町公園では、1974年から毎年9月1日に関東大震災朝鮮人犠牲者追悼碑の前で、各市民団体などの共催による追悼式典が開かれている。第1回の追悼式典では東京都知事の美濃部亮吉が追悼文を送った。以来、主催者の実行委員会は毎年追悼文の送付を要請し、歴代知事もこれに応じてきた。
ところが2017年（平成29年）8月24日、各紙の報道により、小池百合子都知事が要請を断ったことが明らかとなった。8月30日、山本が小池に追随し、追悼文送付を取りやめたと報じられた。日本共産党東京都議団は小池に対し追悼文の送付中止を撤回するよう要請し、NPO法人「ウィメンズアクションネットワーク」など各団体はウェブ上に墨田区役所や東京都庁の住所や電話番号を記し、「東京都知事と墨田区長に追悼文拒否の撤回の声を届けよう」と訴えたが、9月1日、小池も山本も結局送らなかった。以後、2023年（令和5年）まで送付は停止されている。同年8月29日、墨田区議会の日本共産党会派と立憲民主党会派は山本に追悼文を送付するよう要請したが、山本はこれを無視した。同年9月11日、区議の山下博美が議会本会議で理由を問うと、山本は、横網町公園内の東京都慰霊堂で同日に開かれる大法要があるので「統一的に行うこととした」と従前からのと同じ回答をした。

### その他
- 2023年（令和5年）4月1日、「墨田区女性と男性及び多様な性の共同参画基本条例」を施行。これに伴い、LGBTなど性的少数者のカップルが婚姻に相当する関係にあると認める「墨田区パートナーシップ宣誓制度」を同日に導入した[17]。